# Jardim Amália Rodrigues

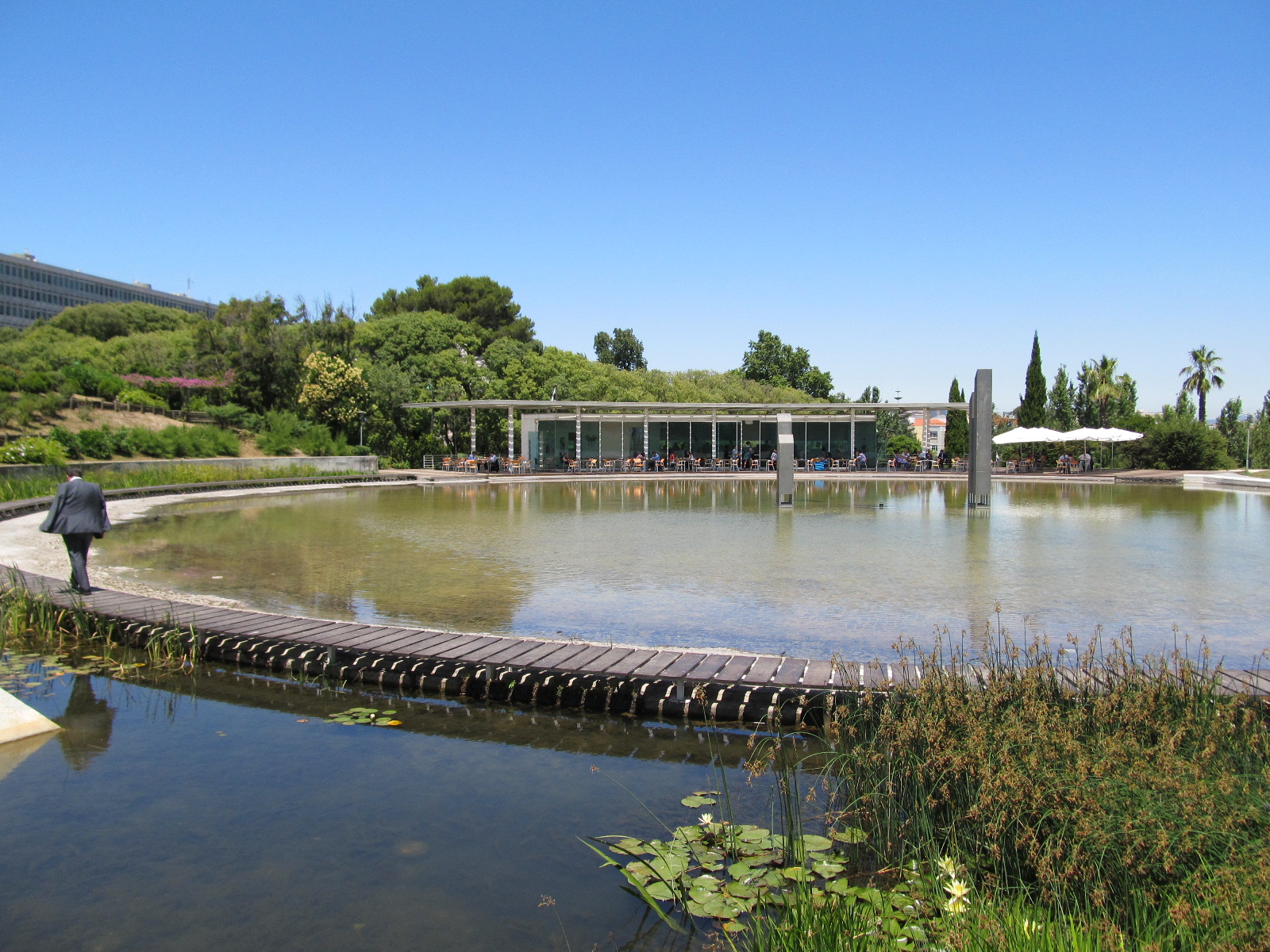
Der künstliche See im Jardim Amália Rodrigues

Der Jardim Amália Rodrigues ist eine Parkanlage in der Stadtgemeinde Avenidas Novas der portugiesischen Hauptstadt Lissabon. Er wurde 1996 nach Plänen des Landschaftsarchitekten Gonçalo Ribeiro Telles in nördlicher Verlängerung des Parque Eduardo VII angelegt und trägt seit 2000 den Namen der Fadosängerin Amália Rodrigues.
In der 6,2 Hektar großen Anlage wurde ein Amphitheater angelegt mit Blick auf das Tal der Avenida da Liberdade sowie ein künstlicher runder See, an dessen Nordseite eine Bar mit Terrasse errichtet wurde. Auf dem höchsten Punkt des Gartens befindet sich ein Restaurant.
In dem Garten wurde eine Statue des kolumbianischen Bildhauers Fernando Botero aufgestellt.